# Christiana mennegae
Christiana mennegae är en malvaväxtart som först beskrevs av Jans.-jac. och Westra, och fick sitt nu gällande namn av K. Kubitzki. Christiana mennegae ingår i släktet Christiana och familjen malvaväxter. Inga underarter finns listade i Catalogue of Life.